# Rachel Kempson
Rachel Kempson, Lady Redgrave, född 28 maj 1910 i Dartmouth, Devon, död 24 maj 2003 i Millbrook, Dutchess County, New York, var en brittisk skådespelare. Genom äktenskapet med Michael Redgrave blev hon matriarken i skådespelardynastin Redgrave.
Denna framstående scenaktris framträdde i Shakespeareuppsättningar i Stratford-upon-Avon från 1933. Hon filmade endast sporadiskt och bland hennes filmer kan nämnas En kvinnas hämnd (1948), Tom Jones (1963), Georgy Girl (1966) och Mitt Afrika (1985). 
På senare år hade hon roller i flera populära TV-miniserier, såsom Jennie: Lady Randolph Churchill (1974), Love for Lydia (1977) och Juvelen i kronan (1984).
År 1935 gifte hon sig med skådespelaren Michael Redgrave; i äktenskapet föddes Vanessa Redgrave (f. 1937), Corin Redgrave (1939–2010) och Lynn Redgrave (1943–2010), som alla kom att bli skådespelare. Kempson var mormor till Carlo Nero, Joely och Natasha Richardson (1963–2009) samt farmor till Jemma Redgrave.

## Filmografi i urval
- Fångna hjärtan (1946)
- En kvinnas hämnd (1948)
- Tom Jones (1963)
- Georgy Girl (1966)
- Grand Prix (1966)
- De tappra 600 (1968)
- Thank You All Very Much (1969)
- Jane Eyre (1970)
- Jennie: Lady Randolph Churchill (1974)
- Love for Lydia (1977)
- Little Lord Fauntleroy (1980)
- Camille (1984)
- Juvelen i kronan (1984)
- Mitt Afrika (1985)